# 千早城の戦い
千早城の戦い（ちはやじょうのたたかい）は、1333年（元弘3年、正慶2年）に後醍醐天皇の倒幕運動に呼応した河内の武将である楠木正成と、鎌倉幕府軍との間で起こった包囲戦。千早城は上赤坂城・下赤坂城と並び、現在の大阪府千早赤阪村に位置する山城である。
軍記物『太平記』では、2月2日に赤坂城で戦いが起き、その後連戦で千早城の戦いが発生して5月10日早朝に終わったと物語られているが、一次史料からは、上赤坂城の戦い（2月22日 – 閏2月1日）と並行する形で、2月27日に千早城への攻城戦が発生し（『楠木合戦注文』）、5月9日に終了したことがわかる（『徴古雑抄』所載『和泉国松尾寺文書』）。この年は和暦では2月の後に閏2月があるため、三ヶ月半ほどの籠城戦だった。

## 戦いに至るまで
1331年（元弘元年、元徳3年）、後醍醐天皇による倒幕計画が発覚すると、天皇は笠置山に挙兵し、楠木正成は河内赤坂において呼応した（元弘の乱）。鎌倉幕府は討伐軍を派遣して鎮圧し、後醍醐天皇を隠岐島で流し、関係者も処罰された。一方、正成は10月の赤坂城（下赤坂城）の陥落後、一時姿を消していた。
1332年（元弘2年、正慶元年）4月、正成は赤坂城を奪い返し、鎌倉幕府方の湯浅宗藤を帰順させることに成功した。そして、湯浅を味方につけた楠木軍は和泉・河内の両国を瞬く間に制圧した。
北条高時は畿内において反幕府勢力が台頭していることを知り、9月20日に関東8ヶ国の大名からなる30万余騎の追討軍を派遣した。北条一族の主な武将は阿蘇治時、名越宗教、大仏貞直、大仏宣政、伊具有政、大仏家時らであった。それ以外は、長崎高貞、長崎師宗、千葉貞胤、千葉胤貞、工藤高景、二階堂貞藤、佐々木清高、小山高朝、結城親朝らである。また、河野通盛が四国勢を率いて大船300艘で尼崎に到着したのをはじめ、周防、長門、甲斐、信濃や北陸道7ヶ国の軍勢も上洛した。
正成は赤坂城の詰めの城として千早城をその背後の山上に築いた。金剛山一帯に点々と要塞を築きその総指揮所として千早城を活用し、下赤坂城、上赤坂城、千早城の3城で鎌倉幕府軍と対峙し、上赤坂城には平野将監、楠木正季以下300兵を守備隊とした。
翌1333年（元弘3年、正慶2年）1月晦日、幕府軍は軍を三手に分け、吉野、金剛山、そして赤坂に向かわせた。吉野には二階堂貞藤が、金剛山には大仏家時が、赤坂には阿蘇治時がそれぞれ向かった。

## 経過

### 赤坂城の陥落
2月2日午の刻（午前12時頃）、まずは赤坂城（上赤坂城）で矢合わせによって戦いが始まり、幕府方の人見光行（人見四郎入道恩阿）と本間資貞、その息子本間資忠が初戦で討ち死にしている。幕府は13日まで攻撃を仕掛けたが、城を守っていた平野将監らはかなり善戦し、戦いのたびに死傷者が5、600人は出る有様だった。
そこで、播磨の吉川八郎が阿蘇治時に、「いたずらに攻撃を続けても城は落ちないでしょう。楠木勢は和泉・河内を制圧していたので簡単に兵糧が尽きるとは考えらず、城の南側の山奥から城内に水を引き込んでいる可能性があるのでそれを潰すべきです」、と献策した。幕府軍が水の手を切ったため、城兵らは渇きに苦しみ、同年2月27日に平野将監以下将兵282人は降伏した。この間、楠木正季は千早城に引いている。降伏した城兵らは六波羅に送られたのち、全員が六条河原で処刑され、その首は獄門にかけられた。『太平記』では、降伏した者が処刑されたことを伝え聞いた吉野や金剛山（千早城）の兵らは獅子の如く怒り狂い、誰一人降伏しようとは考えなくなった、と記している。

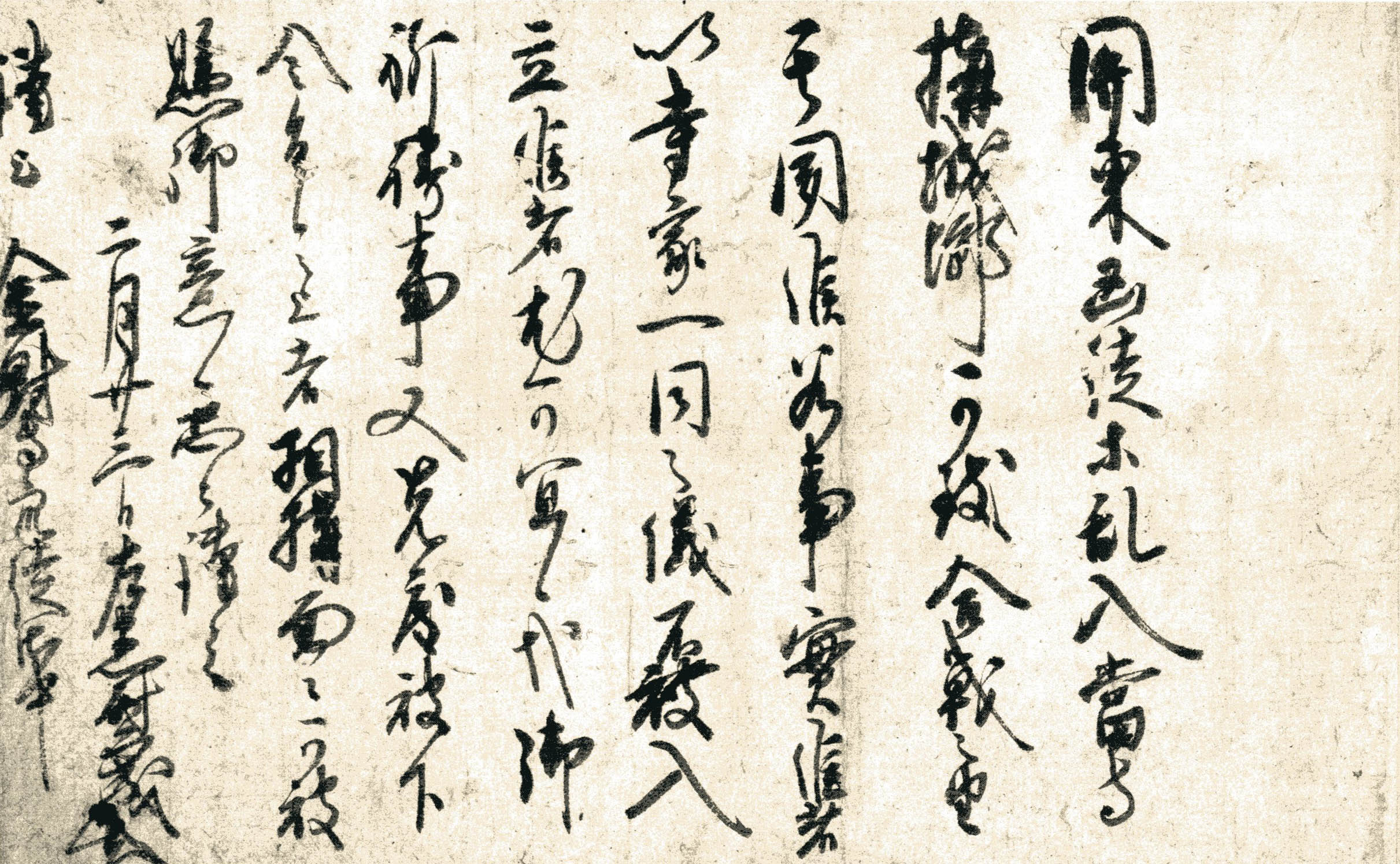
金剛衆徒宛書状（重要文化財指定）/金剛寺蔵

赤坂城での戦いのさなか、2月23日に楠木正成は金剛寺へ書状を送っていた。内容は鎌倉幕府軍が寺内に乱入して、城郭を構えるという風評があるので、怠りなく防備し、団結して戦ってほしいとし、護良親王の令旨に従って関東調伏の祈禱に励む、つまり戦勝祈願するように丁重に依頼している。金剛寺は千早城から西へ約10kmに位置し、楠木正成とのかかわりが深く南北朝時代には南朝方の勅願寺として重要な拠点となっていた。
2月18日、幕府軍は吉野の吉野城（金峰山城とも）を攻めてこれを陥落させた。だが、護良親王は村上義光が身代わりになったこともあって辛くも逃げ延び、千早城へと向かった。一方、吉野城を陥落させた幕府軍も千早城へと向かった。

### 千早城の包囲・攻撃
赤坂城の陥落後、包囲していた幕府軍は千早城へと出軍し、吉野から来た軍勢もまた千早城に駆け付けた。『太平記』によると総勢100万と号する大軍が千早城を包囲し、籠城側・楠木軍は僅か千人足らずの小勢で守ったとされる。『太平記』によると、「城の四方ニ三里が間は見物相撲の場の如く、打井んで尺寸の地をも余さず充満せり」とあり、数十倍の大軍が千早城に押し寄せて来た様子がうかがえる。
赤坂城で勝利した勢いで鎌倉幕府軍は一気に攻略しようと、ろくに陣も構えず、我先にと攻城した。千早城では櫓より大石を投げ落として敵の楯を砕き、逃げ惑う兵には矢を降りそそぎ、谷底に死体の山がうず高く重なった。『太平記』には「長崎四郎左衛門尉、軍奉行にてありければ、手負死人の実検をなしけるに、執筆十二人昼夜三日が間筆をも置かず詿けり」とあり、長崎高貞が死者の数を確認するのに書記12名が昼夜3日間筆が離せなかったほどと言われている。そのため、今後は総大将の許可なく合戦を行う者は罪に問うと触れを出したため、戦いはしばらく休戦状態となった。

### 断水作戦の失敗
その後、金沢貞冬（あるいは阿蘇治時）が大仏貞直に赤坂城の例にならい水源を断つべきと申したため、名越時見に3,000人の兵で水辺に陣を構えさせ、城から降りてくる兵を討とうとした。鎌倉幕府軍は水源を断つ持久戦に切り替えたが、城内には大木をくり抜き300もの木船が水もたたえており、食料も十分蓄えていた。
名越軍は当初は緊張の中で毎夜を過ごしていたが、だんだんと気が緩み、楠木正成はこの機を逃さず、2、300人を闇に紛れて城から下ろし、夜の明けきらないときに襲わせた。楠木軍は水辺で警戒していた兵ら20余人を切り伏せたのをはじめ休む間もなく斬りかかり、名越軍は持ちこたえることが出来ず、元の陣まで退却した。楠木軍は混乱のなか、名越軍の旗や大幕などを奪って城へと引き上げた。
翌日、楠木軍は城の正面に名越軍から奪った旗と大幕を並べ、取りに来るように声を上げてからかった。見ていた幕府軍の武士は非常に情けなくも不憫に思ったが、名越家の人々はこれに激怒し、軍に「一人残らず討ち死にせよ」と突撃を命じた。名越軍総勢5000騎は味方の死体を乗り越えながらも城の逆茂木を破壊し、城の崖下まで攻め込んだが、崖は高く切り立っているので登ることができなかった。その時、楠木軍は崖の上に横たえて繋ぎとめてあった大木を十本ほど切り落とし、これによって名越軍4、500人ほどが圧死した。大木を避けようとする兵に四方八方の櫓から矢を射かけ、名越軍は残り少なくなるまで討たれて、この日の戦闘は幕府軍の惨敗に終わった。
長崎高貞はこれを見て、城を力攻めすればいたずらにこちらだけが兵を失うので、戦闘を行わずに包囲のみして兵糧攻めにするように命じた。そうすると幕府の兵らは時間を持て余し、長崎師宗が連歌を読んだのをはじめ、連歌を好むものが集まり、一万句の連歌会を始めた。兵たちは皆それぞれ、碁や双六、茶の飲み分け勝負、歌会などをし、気ままに過ごすようになった。

### わら人形作戦

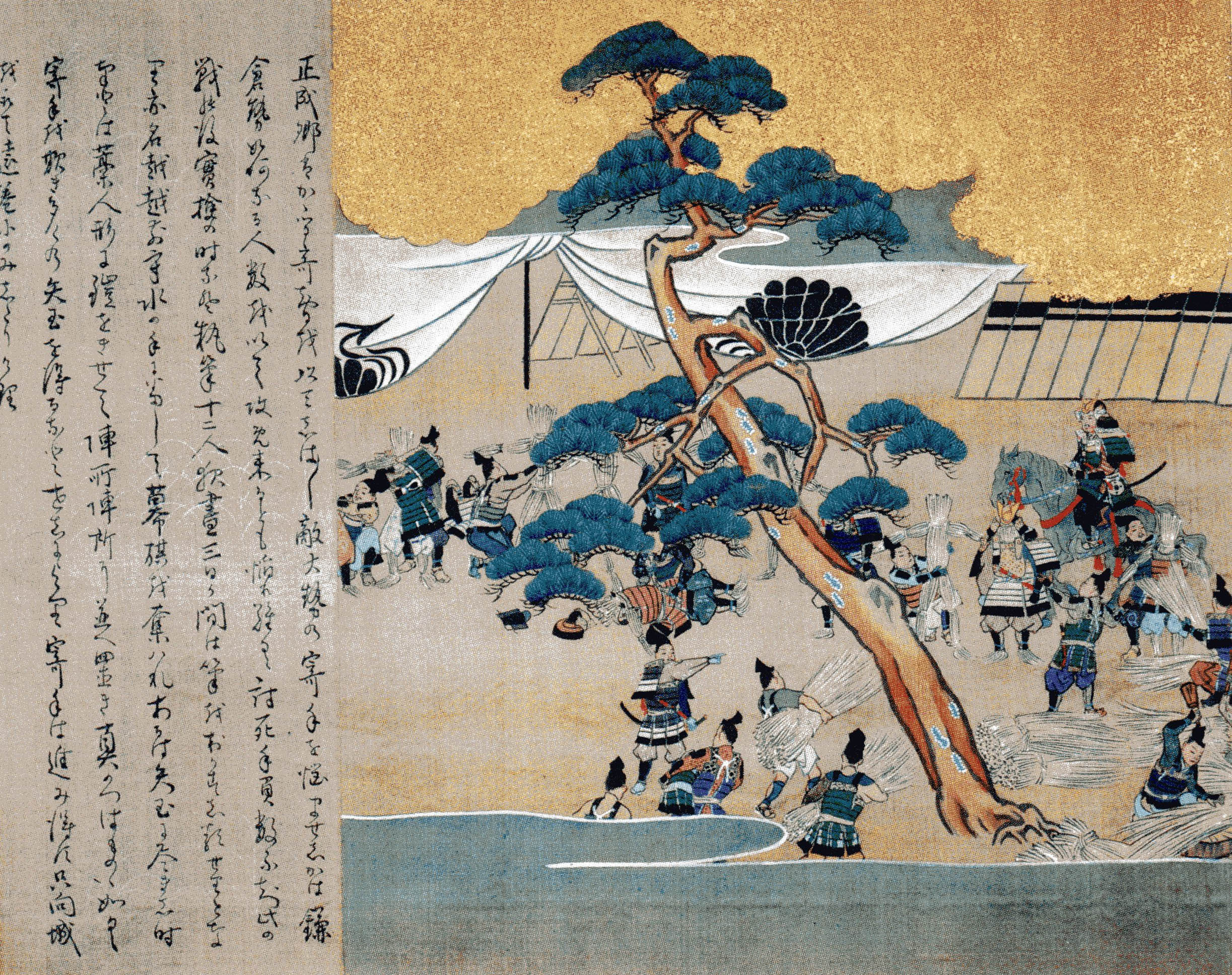
『大楠公一代絵巻』（千早城内でわら人形を作っている光景）/楠妣庵観音寺蔵、土佐光成筆

長引く籠城戦で包囲軍に士気に緩みが見えてくると、籠城軍の兵も退屈になりはじめたため、正成は「今こそ寄せ手の目を覚ましてやろう」と策をめぐらすようになった。正成は兵らにわら人形を20-30体作らせ、甲冑を着せ弓や槍を持たせた。その人形を夜のうちに城外の麓に並べ、後ろに兵500を潜ませ、夜明けになると朝霞の中から鬨の声をあげさせた。
幕府軍は楠木軍の攻撃を決死の攻撃と思いこみ攻め寄せた為、兵500は矢を放ちながら徐々に城内に引き上げた。鎌倉幕府軍がわら人形に到達した所を見計らい、大量の大石を投げ落とし、300名が即死、500名が負傷した。
これ以降、幕府軍はさらに戦を控え始め、諸国から集められた兵は何もせず、各大名の陣営では江口や神崎から遊女を呼び寄せ、遊びふける有様だった。また、名越軍では、名越宗教（遠江入道）と甥の名越兵庫助が賽の目から口論となり、互いに刺し違えて死んだため、双方の家来が戦って200余人が殺される騒ぎが起きた。籠城中の楠木軍からは、天皇に敵対したために天罰を受け、自滅する馬鹿な人々だと嘲笑された。

### 長梯子の計と火計

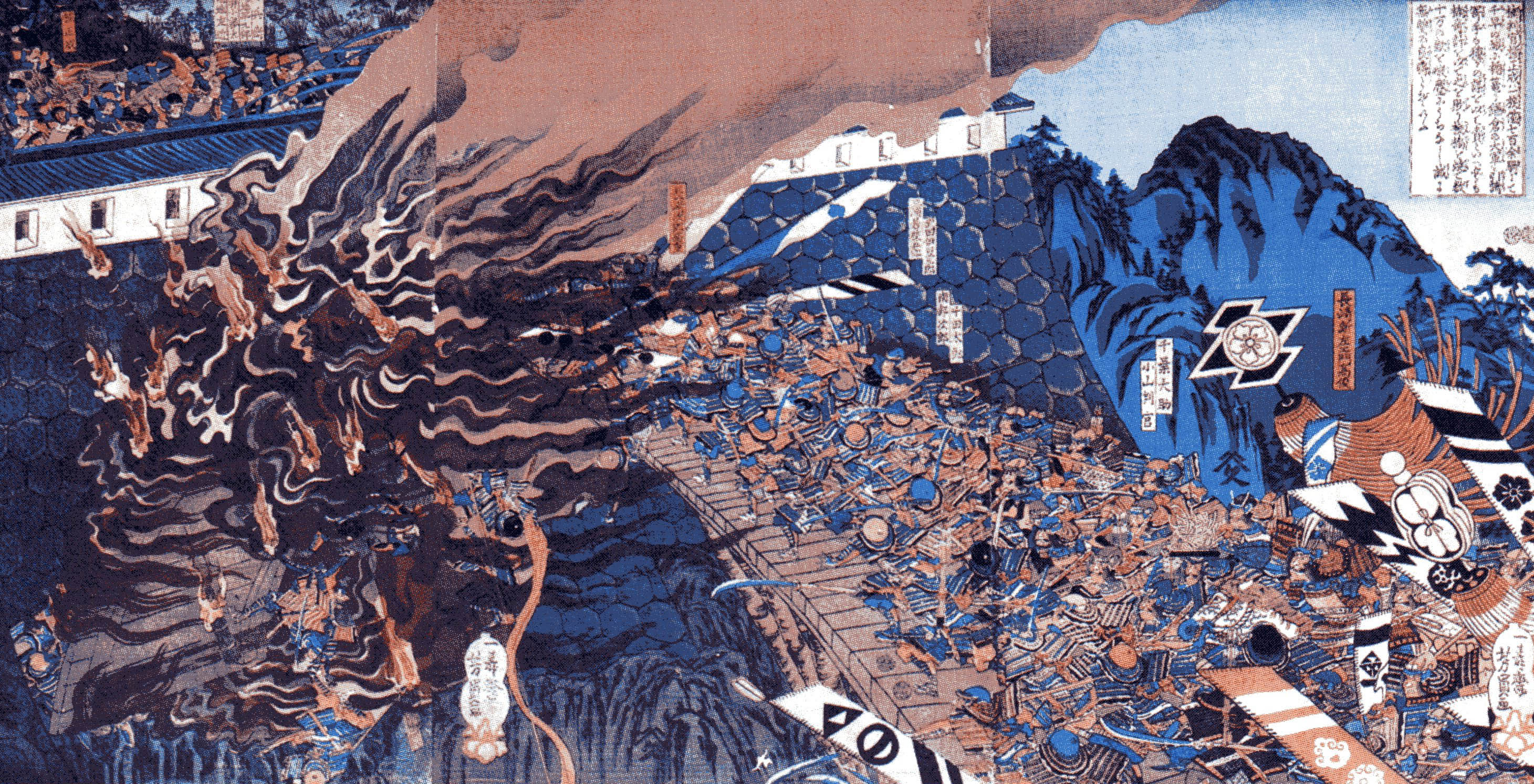
千早城合戦図（長梯子の計の場面が描かれている）/湊川神社蔵、歌川芳員画

包囲軍の持久戦に対して、同年3月4日に鎌倉より「戦をせずにただ時を過ごすとは何事か。すぐに城を攻略せよ」と厳しい下知が届き、将士を督励することになった。
そこで包囲軍の諸将らは相談し、味方の戦線である近くの山より城壁ヘ橋を掛けて一気に攻め上る計画を立てた。京より大工衆500余人を呼び集められ、五、六寸（約15、16cm）や八、九寸（約24、27cm）の材木を集め、広さ一丈五尺（約4.8m）、長さ20丈余（約66m以上）の橋を造った。
完成後、橋に大縄を二、三千本結び付けたのち、車木（滑車か）を用いて橋を巻き上げ、城の崖に倒して橋を架け、兵たち5、6千人が城内へ向かって殺到した。
楠木正成はかねてより用意していた松明に火をつけて、薪を積み上げるように投げ、 水鉄砲の中に油を入れて橋に注いだ。
城内にたどり着こうとしていた兵は後ろに下がろうとしても後陣が続いており、飛び降りようにも谷深く、もたもたしていると谷風に煽られた火により橋が中ほどより折れ、数千人が橋とともに猛火に落ち重なって焼死した、と『太平記』に記している。『太平記』以外の史料に「長梯子の計」の記述が無いことから信憑性に疑問があるが、本丸の北側の渓谷は谷が深く、北谷川上流の風呂谷には「懸橋」という地名が残っていることから、『千早赤坂の史跡』によると「太平記には誇張はあるにしても実際に実行されたと考えられる」としている。

### 包囲軍の疲弊・撤退
やがて、護良親王の命を受けた吉野、十津川、宇陀、宇智郡（内郡）の野伏が楠木軍に味方し、幕府軍の糧道を遮断した。このため、包囲している幕府軍の人馬が逆に飢えるようになり、毎日のように1、200騎が包囲軍から逃げるようになったが、地理に明るい野伏に襲われて討ち取られるか、馬や甲冑、衣服をはぎ取られる有様だった。
千早城へ釘付けになっている幕府軍の間隙を縫い、後醍醐天皇（先帝）が閏2月24日に隠岐国の配所を脱出し、船上山に入った。天皇は討幕の綸旨を全国に発し、これに播磨国赤松則村、伊予国河野氏、肥後国菊池武時が蜂起すると、千早城を囲んでいた大名が相次いで帰国した。そして、5月7日に足利高氏によって京の六波羅探題が陥落させられた。
5月8日午の刻（午後12時頃）、尊氏によって六波羅が陥落したという報せが千早城の籠城軍、そして包囲していた幕府軍にも伝わった。幕府軍の諸将は相談し、一日でも退却が遅れれば野伏が多数集結して山中の道が危なくなる可能性があるとして、千早城からの撤退を決めた。
5月10日早朝、幕府軍の諸将は陣を撤収して、10万騎の軍勢は南都（奈良）へと引き上げた。だが、大軍が退却するにあたり大混乱が起き、岩場に突き当たって止む無く腹を切るもの、谷底に落ちるもの、他人に踏み殺される者、あるいは野伏に襲われるものが続出したが、ただの一戦も交えなかった、と『太平記』は語っている。結局、大勢の兵が退却にあたり死亡したが、包囲軍の主だった将は戦死せず、同日夜半に南都に到着した。
5月8日、関東において挙兵した新田義貞が手薄となった鎌倉を攻め、5月22日に鎌倉幕府は滅亡することとなる。義貞の挙兵は、楠木正成討伐のために膨大な軍資金が必要になった幕府が新田荘に対して6万貫もの軍資金をわずか5日で納入するように迫り、その過酷な取り立てに耐え切れなくなって幕吏を殺害・投獄したことに端を発していた。
鎌倉幕府が滅亡したのは、千早城の戦いが終了した12日後のことであった。

## 考察・評価

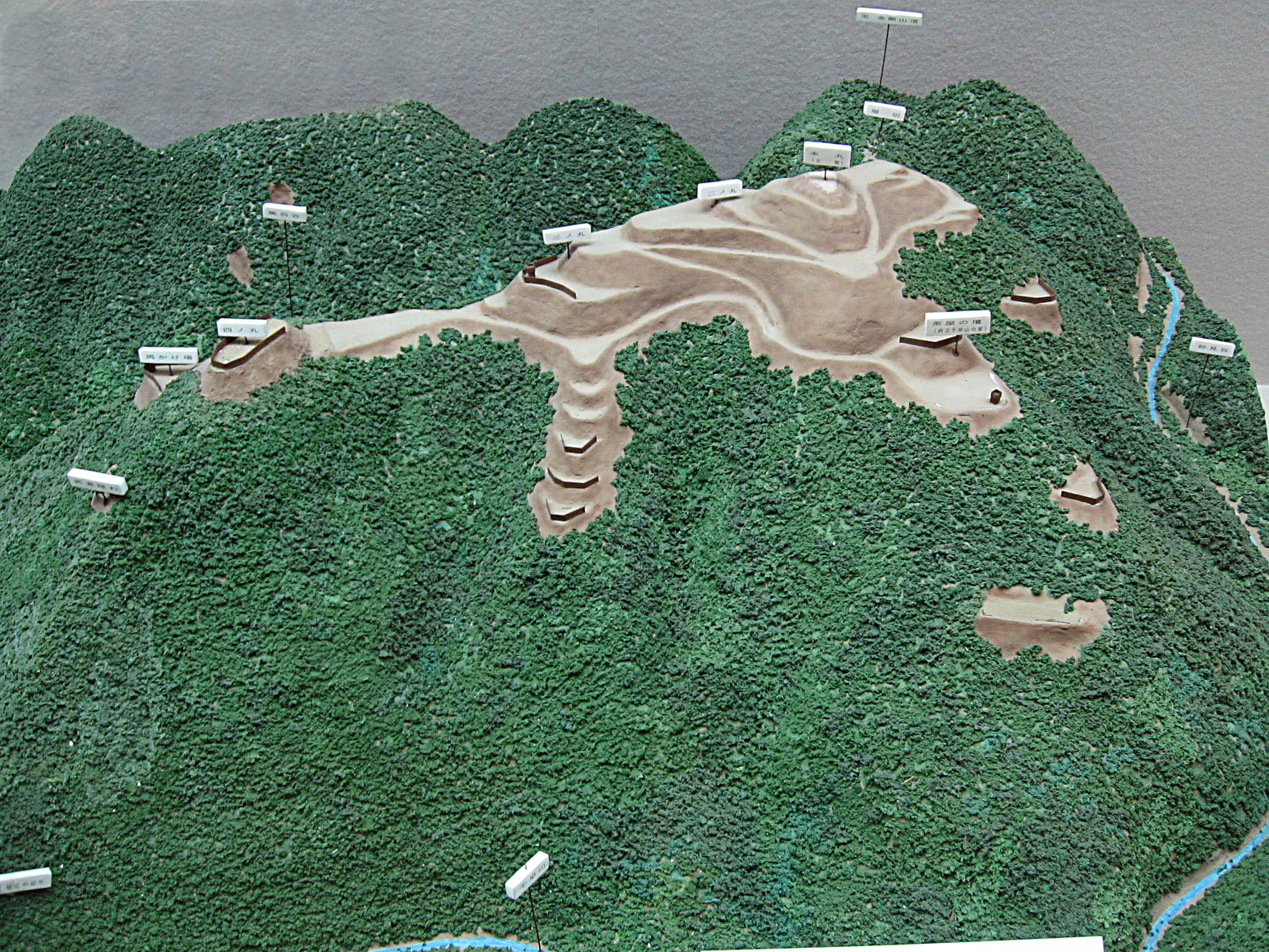
千早城復元模型/千早赤阪村立郷土資料館蔵

### 参加人数
『太平記』巻7「諸国の兵知和屋へ発向の事」では、直接千早城攻めに向かった180万に、赤坂城・吉野城を攻略し終えた20万が合流して、計200万の鎌倉幕府軍が千早城を攻めたとされている。しかし、小学館の『赤坂・千早城の戦い』では「誇張があるだろう。特に幕府軍の数はあやしい、『二十万（赤坂城の戦いの兵数）、百万』ではなく『数万、十万』ぐらいが妥当なところだろう」とされており、『太平記』の誇張を指摘している。
当時の鎌倉幕府軍の参加部隊は一次史料である『楠木合戦注文』に記載があり、そこから中世の軍事における人員構成を考慮すると、ある程度実際の参加兵数を概算することができる。以下は、新井孝重の考察に基づく。
- 御家人戦力（鎌倉幕府の正規軍）
  - 地方御家人
    - 鎌倉幕府が千早城の戦いのために御家人を徴兵したのは、畿内・北陸・山陰・山陽・南海の計26ヶ国である[4]。
    - 九州方面では、一国につき30人程度の御家人を徴兵したことが知られている[4]。千早城の戦いでも同程度だったと仮定する[4]。

  - 鎌倉御家人
    - このとき在京大番に服した鎌倉御家人の人数は37人だった[4]。

  - 御家人ごとの動員戦闘員数（郎党）は差が非常に大きく、ここが一番計算の困難なところであるが（相模本間氏・結城氏は一人の御家人につき100から200もの戦闘員を引き連れた）、平均的に見ればだいたい20人前後だったと考えられる[4]。また、御家人ごとに、馬丁・荷物持ちなどの2人ないし3人程度の下人（非戦闘員）を引き連れていた[4]。
  - (30 * 26 + 37) * (1 + 20 + 2.5) = 19199.5である。よって、御家人は19,000前後の兵力[4]。
- 得宗御内人戦力（北条得宗家の私兵）
  - さらに、河内方面の軍奉行（いくさぶぎょう）長崎高貞（内管領長崎高資の弟）を始め、北条得宗家の直属軍団が参加した[20]。各軍奉行は1,000程度の兵力を保持していたと言われ、河内方面の軍奉行の高貞だけではなく、6人前後の軍奉行が参戦していたから、得宗戦力は6,000前後である[4]。

以上から、千早城の戦いに参加した鎌倉幕府軍は、正規軍19,000＋北条得宗家私兵6,000で、おおよそ25,000（1割程度の非戦闘員を含む）と概算することができる。

### その他
源平以来、馬上で弓矢をとって戦っていたが、徐々にその慣習は廃れていき、鎌倉時代末期から南北朝時代にかけては市街戦や山岳戦が中心の戦となっていった。そうなると徒立ちで刀や弓矢で戦う、徒歩斬撃戦に騎馬隊が続くというのが主流になってきた。しかし、山上に築かれた城への攻撃となると、馬は有効に使用できない。この戦い以前は、本格的な攻城戦は数が少なく、山城への攻撃となるとこの合戦が初めてに近い。籠城側は、弓を射かけ、石や木を投げつけるのに対して、攻城側は城壁を目指しひたすら攻め登るか、水の手を切るか兵糧攻めによる持久戦しかなかった。そのため、城内に水源があった千早城は鎌倉幕府軍に対して落城することはなかった。
幕府方は赤坂城を落とした後、楠木正成の1,000人の兵が守る千早城を大軍で包囲したが、わずか1,000人たらずの兵でも正成が抵抗を続けられたのは、石や丸太を崖から落としたり、鎌倉側の兵に油をかけ火を放った、などの常識にとらわれない奇策を使ったからだといわれる。また、この情勢を見た地元の土豪などが、正成の軍に味方し、幕府軍を挟み撃ちするような状態になったからでもあるという。実際、楠木軍の兵糧が不足すると、野長瀬庄司の野長瀬盛忠が千早城に兵糧を運び入れていた、という記録がある。
幕府の大軍がこの戦いで釘付けにされたことで、正成の活躍に触発された勢力によって各地に倒幕の機運が広がり、有力御家人足利尊氏や新田義貞の離反もあって幕府は滅亡した。楠木氏は後醍醐天皇が開始した建武の新政においても重用された。
歴史学者の呉座勇一は、大軍をもってしても千早城を落とせない、楠木正成一人に振り回される幕府の体たらくを人々が目にしたことで幕府、北条氏の”不敗神話”が崩れていった。その結果、不敗を支配の正統性としてきた北条氏は人心を失い、それまで溜まってきた不平不満が爆発し鎌倉幕府が崩壊した、と考察している。

## 戦場跡へのアクセス
- 電車でのアクセス

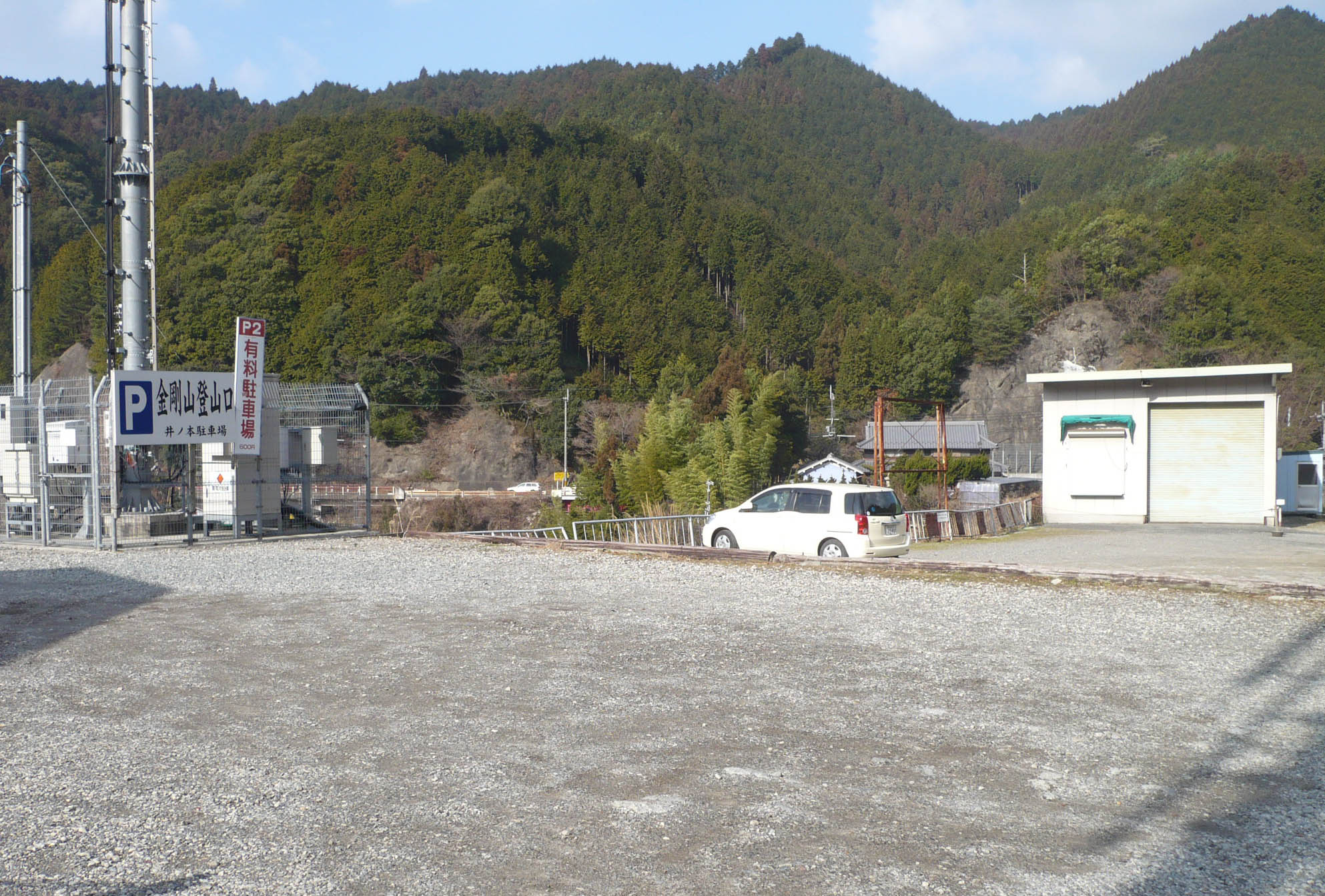
金剛登山口の有料駐車場

  - 南海電気鉄道　南海高野線および近畿日本鉄道　近鉄長野線　河内長野駅
    - 南海バス　小深線「金剛山ロープウェイ前行き（8、11系統）」　→　「金剛登山口」バス停下車

  - 近畿日本鉄道　近鉄長野線 富田林駅
    - 金剛バス　千早線「千早ロープウェイ前行き」または「金剛登山口行き」　→　「金剛登山口」バス停下車
- 車でのアクセス
  - 近畿自動車道　美原南IC　→　国道309号　→　大阪府道705号
    - 金剛登山口周辺に有料駐車場有り
- 徒歩でのアクセス
  - 金剛登山口 → 徒歩約20分